# Abrest
Abrest (in occitano Abrèt) è un comune francese di 2 770 abitanti situato nel dipartimento dell'Allier della regione dell'Alvernia-Rodano-Alpi.

## Società

### Evoluzione demografica
Abitanti censiti